# Rozenburg (eiland)

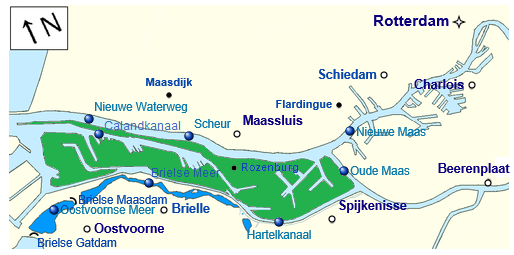
Het Rotterdamse havengebied op Rozenburg in groen weergegeven op een kaart uit 2025

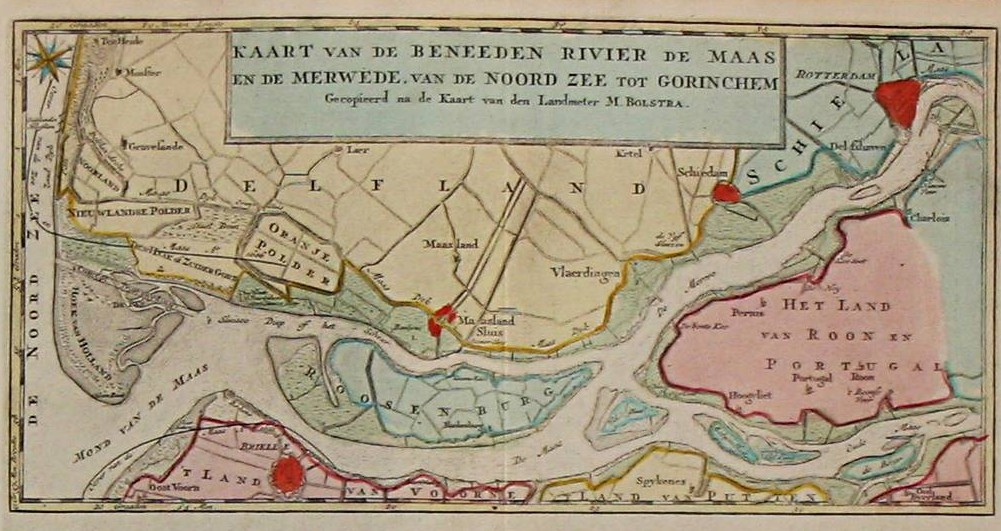
Rozenburg in de maasmonding anno 1769

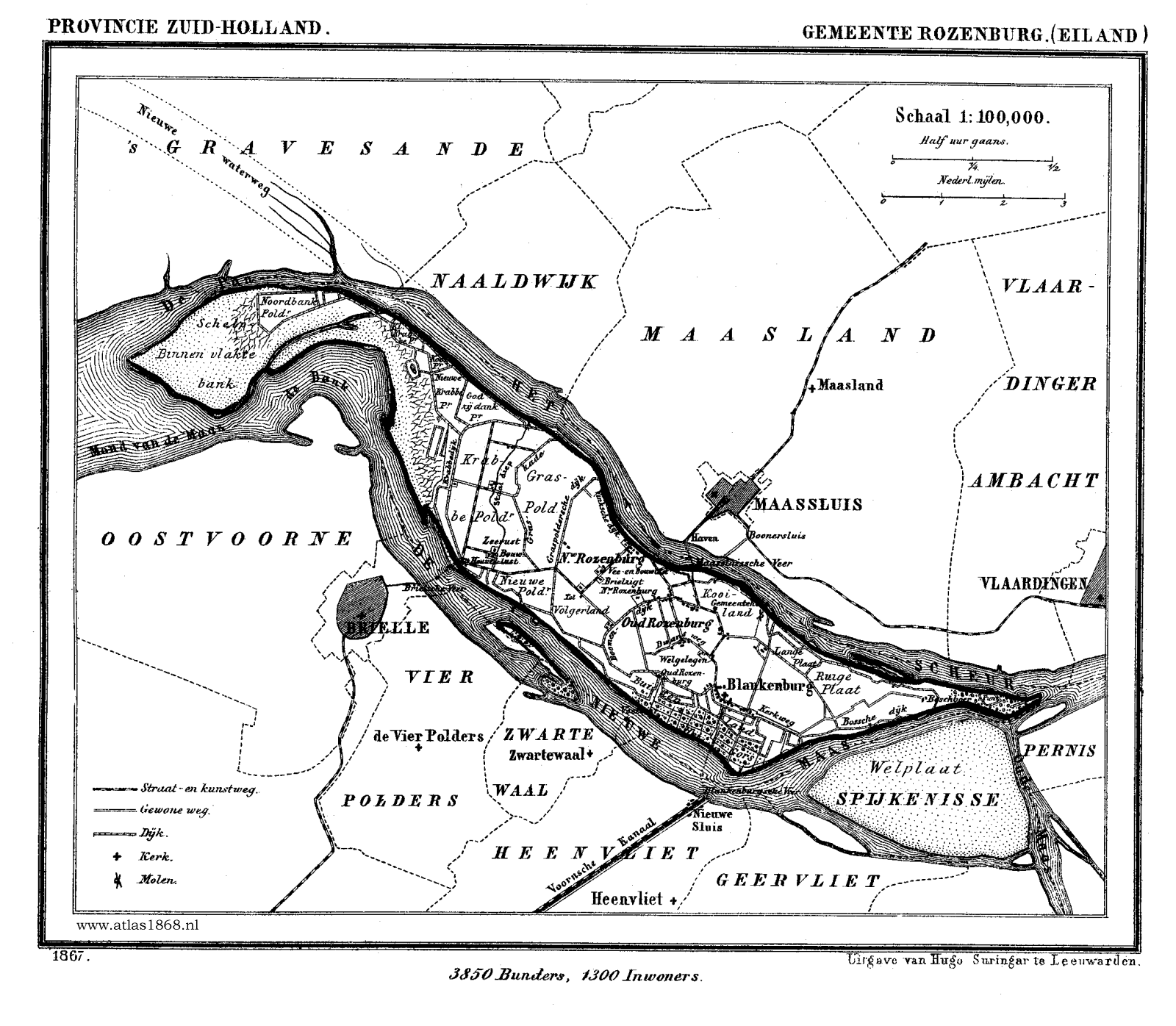
Kaart van Rozenburg uit 1867

Rozenburg is een van de (voormalige) Zuid-Hollandse Eilanden. Er ligt één plaats op, die eveneens Rozenburg heet. Het eiland is verder grotendeels vergraven ten behoeve van de uitgestrekte haven- en industriegebieden Botlek en Europoort.

## Ligging
De wateren die het langgerekte eiland omsluiten zijn de Nieuwe Waterweg en het Scheur in het noorden, het Hartelkanaal met het Brielse Meer in het zuiden, de Oude Maas in het oosten en het Beerkanaal in het westen. Het is door middel van de Burgemeester Thomassentunnel en Hartelbrug verbonden met het Europoortgebied en door de Botlektunnel en Botlekbrug met IJsselmonde. Met de aanleg van A24 tussen de A20 en de A15 is in 2024 via de Maasdeltatunnel een verbinding ontstaan tussen Vlaardingen en het Rotterdamse havengebied op het voormalige eiland. Tussen Maassluis en Rozenburg vaart een autoveerdienst over de Nieuwe Waterweg.

## Geschiedenis
Als eiland is Rozenburg niet bijzonder oud: het is ontstaan door indijking van de opslibbende zandplaten Langeplaat, Ruigeplaat en Bosseplaat  die vanaf de 16e eeuw ontstonden in de brede Maasmonding. In 1568 begon men, na een mislukking in het begin van de 16e eeuw, opnieuw met bedijking. De eerste permanente bewoners vestigden zich in 1586 op het eiland. Het waren Pieter Dirkzn Bisdommer en zijn zoon uit Vlaardingen. Door de aanleg van meer polders groeide het eiland: na Rozenburg volgden Blankenburg en nog enkele polders. Het eiland was ten slotte zo'n 20 kilometer lang. Later werd het nog verbonden met De Beer, het gebied dat in 1872 na de aanleg van de Nieuwe Waterweg was afgesneden van het duingebied bij Hoek van Holland. Hier bevond zich tot 1964 een belangrijk vogelreservaat genaamd De Beer. Op Rozenburg werd vooral grootschalige landbouw bedreven; alleen al het bedrijf van de Vereniging tot Landverbetering was meer dan 1000 hectare groot.
Het dorp Blankenburg was van oudsher het kerndorp van het eiland met een kerk, een school en een rechthuis. Vanaf de 19e eeuw werd deze centrumfunctie steeds meer overgenomen door het meer centraal gelegen dorp Rozenburg dat aanvankelijk 'de Buurt' werd genoemd. Hier vestigde men het gemeentehuis, het postkantoor en korenmolen De Hoop. Ook werden er kerken en scholen gebouwd.
Op 21 oktober 1840 spoelde een 24 meter lange blauwe vinvis aan op het eiland Rozenburg.

### Botlek en Europoort
Na de Tweede Wereldoorlog veranderde het eiland Rozenburg ingrijpend van karakter. Het landbouweiland werd getransformeerd tot het huidige karakteristieke haven- en industrielandschap. In de vroege jaren '50 van de vorige eeuw werd ten oosten van het dorp Rozenburg het Botlekgebied aangelegd en vanaf 1957 aan de andere kant Europoort. Het eiland werd doorsneden door het Calandkanaal en vergraven voor de diverse Petroleumhavens. Voor de aanleg van het Botlekgebied en Europoort moest het dorp Blankenburg met zijn 400 inwoners wijken, evenals het 900 hectare grote vogeleiland De Beer. Het natuurgebiedje Kleine Beer houdt door zijn naam de herinnering enigszins levend, maar ligt op een andere plaats. 

### Landtong
Nadat het eiland voor het overgrote deel was vergraven voor havens en petrochemische industrie, resteerde een strook van tien kilometer lang en maximaal enige honderden meters breed tussen Calandkanaal en Nieuwe Waterweg. Op deze Landtong Rozenburg zijn allerlei utiliteitswerken gevestigd zoals een promotiegebouw van de Rotterdamse havenbedrijven, afmeerkades, een elftal 200 meter hoge windturbines, het zuidelijk landhoofd van de Maeslantkering en een sleepboothaven. Daartussen kon zich spontaan natuur nestelen. De bestemming van deze 'overgebleven' ruimte werd in het begin van de 21ste eeuw vastgelegd als natuur- en recreatiegebied. Het is een van de natuurplekken die ontwikkeld zijn vanwege de wettelijke compensatievoorschriften bij de aanleg van de Tweede Maasvlakte. Er lopen grote grazers en er is onder meer een uitkijkheuvel, fietspaden, een oeverzwaluwwand en een modelvliegtuigveld. Het Calandpark, dicht bij het dorp Rozenburg is ingericht als recreatiegebied.

### Dorp
Het dorp Rozenburg is door een zware veiligheidsdijk omgeven en kon daardoor blijven bestaan. Het breidde aanzienlijk uit. Voor de Tweede Wereldoorlog woonden er 600 mensen, nu bijna 13.000. Rozenburg werd in 2010 als zelfstandige gemeente opgeheven, het is toegevoegd aan de gemeente Rotterdam. Vanuit Maassluis is Rozenburg bereikbaar met een  veerpont over Het Scheur. De meest centrale vaste oversteekmogelijkheid naar het noorden is via de Maasdeltatunnel onder Het Scheur die in 2024 gereed kwam. Een andere verbinding gaat door de Botlektunnel of de Botlekbrug en vervolgens de Beneluxtunnel.